# Amphiporus cordiceps
Amphiporus cordiceps är en djurart som tillhör fylumet slemmaskar, och som först beskrevs av Jensen 1878.  Amphiporus cordiceps ingår i släktet Amphiporus och familjen Amphiporidae. Inga underarter finns listade i Catalogue of Life.